# Jeanne Mas
Jeanne Mas (Alicante, 28 febbraio 1958) è una cantautrice e attrice francese.

## Biografia
Nata ad Alicante, nella Comunità Valenzana (in Spagna), ha studiato in Italia e precisamente a Roma tra gli anni '70 e '80, dove ha anche lavorato come attrice (apparendo tra l'altro nel film Ricomincio da tre di Massimo Troisi), come cantante e come presentatrice per l'emittente televisiva romana La Uomo Tv.

Jeanne Mas, attrice, nel film Caro Papà, nel 1978

Nel 1978 partecipa al Cantagiro con il brano On the Moon.
Nel 1984 ha ottenuto il suo primo contratto discografico e ha pubblicato, l'anno seguente, il suo album d'esordio, dall'ottimo successo. Ha collaborato con il produttore Daniel Balavoine e ha vinto il premio come "artista femminile dell'anno" alle Victoires de la musique nel 1985.
Tra i suoi brani musicali più conosciuti vi sono En rouge et noir, Johnny, Johnny e Toute première fois.

## Discografia

### Singoli
- 1978 - On the Moon / It's all up to you (RCA Italiana, PB 6165)

### Album studio
- 1985 - Jeanne Mas
- 1986 - Femmes d'aujourd'hui
- 1989 - Les crises de l'âme
- 1990 - L'art des femmes
- 1992 - Au nom des rois
- 1996 - Jeanne Mas & les Égoïstes
- 2000 - Désir d'insolence
- 2001 - Je vous aime ainsi
- 2003 - Les amants de Castille
- 2006 - The Missing Flowers
- 2008 - Be West
- 2010 - Divas Wanted
- 2011 - Bleu Citron
- 2012 - Made In France
- 2014 - H2-EAU
- 2017 - PH

### Album live
- 1987 - En concert

## Filmografia parziale
- Il conte di Montecristo (The Count of Monte-Cristo), regia di David Greene (1975)
- Porca società, regia di Luigi Russo (1978)
- Ricomincio da tre, regia di Massimo Troisi (1981)
- Il cavaliere, la morte e il diavolo, regia di Beppe Cino (1985)
- Stars 80, regia di Frédéric Forestier e Thomas Langmann (2012)